# Nieuwmarkt
Der Nieuwmarkt (deutsch „Neumarkt“) ist ein Platz (niederländisch plein) und Wohnviertel in der Innenstadt von Amsterdam mit zahlreichen Restaurants, Geschäften, Cafés, Bars, einem Warenmarkt und dem Rijksmonument De Waag.

## Geschichte

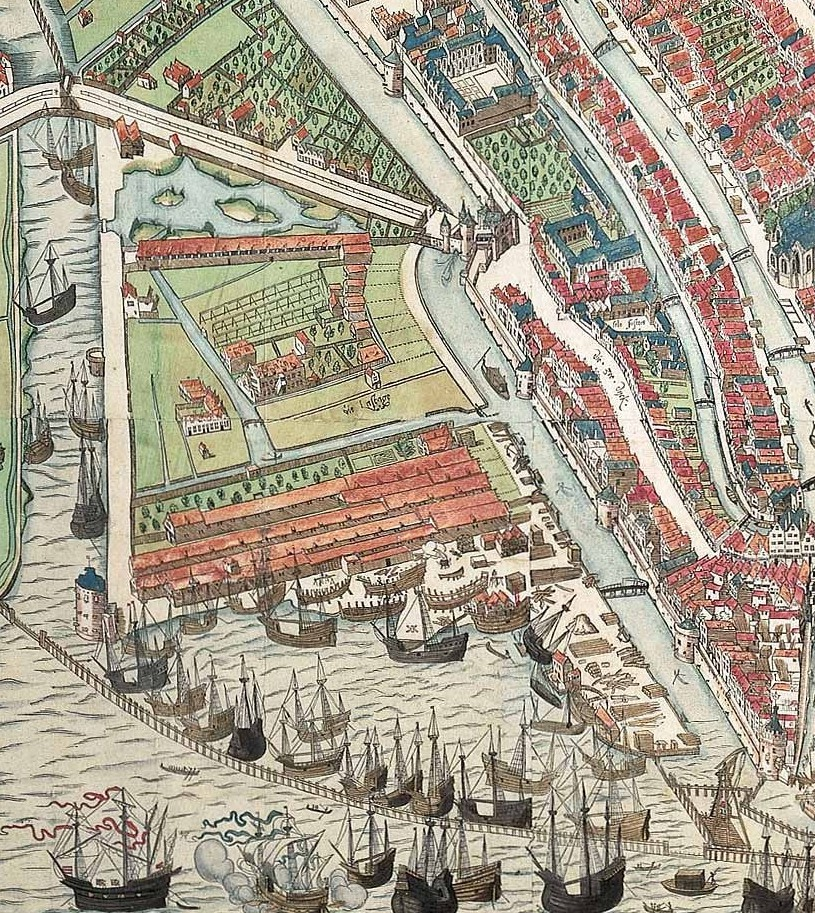
Ansicht der Lastage mit dem Stadttor Sint Antoniespoort um 1544 (Ausschnitt aus einem kolorierten Holzschnitt von Cornelis Anthonisz.)

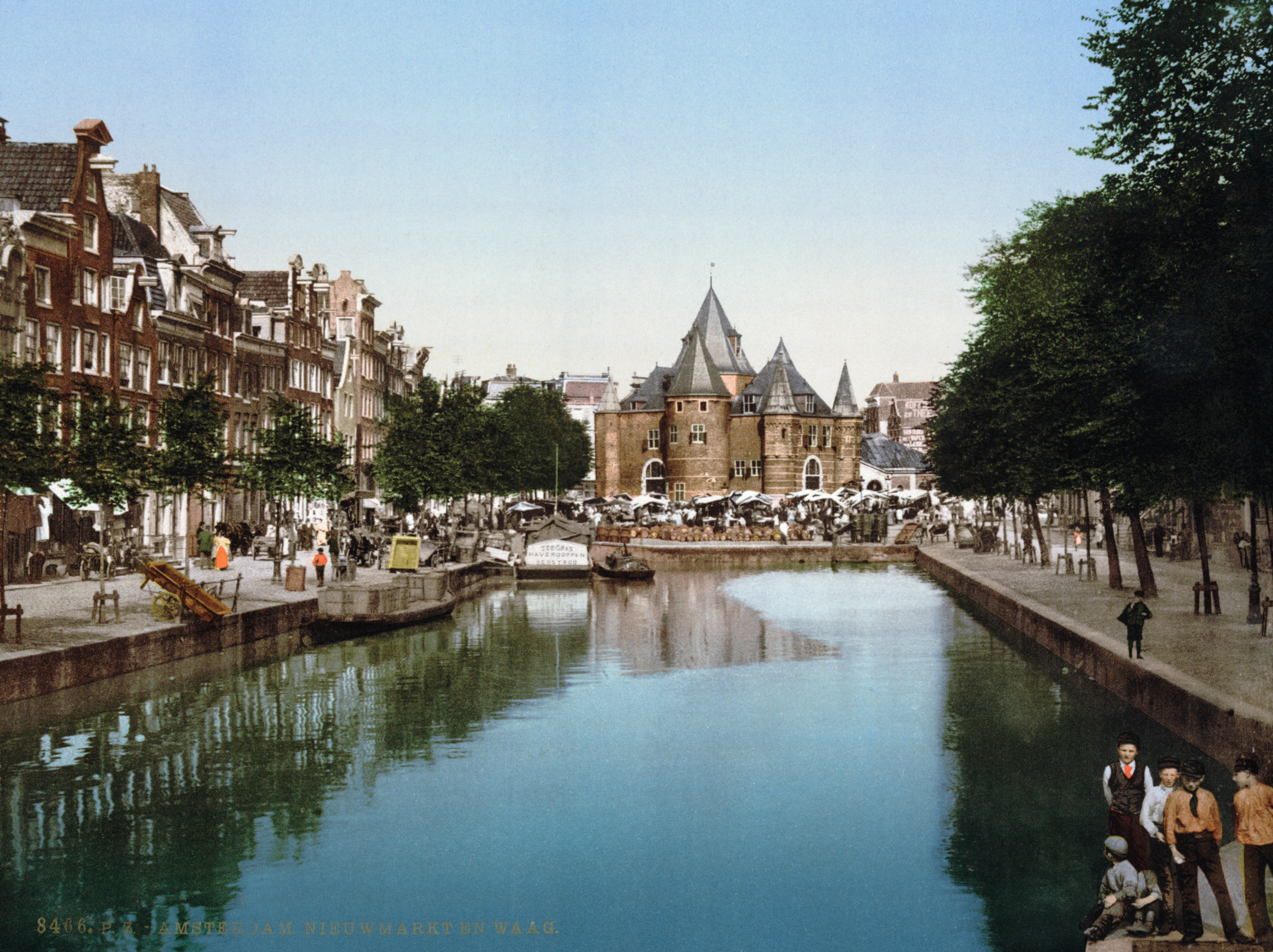
Blick Richtung Nordost über den Kloveniersburgwal auf den Nieuwmarkt und die Waag (Fotografie um 1900)

1488 wurde eine Burganlage zur Verteidigung der Stadt mit dem Namen Sint Antoniespoort angelegt, die auch als Stadttor diente. Das Gebiet wurde ab 1614 ausgebaut und die Verteidigungsanlage 1617/1618 zur Waage umgebaut. Zu dieser Zeit hieß der Platz Lastage. Ein Teil des Kanales Kloveniersburgwal wurde trockengelegt, um einen neuen Marktplatz anzulegen, daher der Name Nieuwmarkt. Anfangs diente er als Viehmarkt und Hinrichtungsplatz, verurteilte Straftäter kamen hier unter die Guillotine. Im 14. Jahrhundert feierten die Bewohner zweimal im Jahr ein Volksfest auf dem Plein, was regelmäßig in Auseinandersetzungen endete. Der Gemeindevorstand verbot daraufhin 1876 die Kirmesattraktion, was zu einem „Volksaufstand“ führte. Nach dem Zweiten Weltkrieg war der Nieuwmarkt zu klein geworden und der Jahrmarkt wurde nach dem Dam verlegt, wo er bis heute abgehalten wird. Im Zweiten Weltkrieg gehörte der Nieuwmarkt zur Jodenbuurt („Judenviertel“) in Amsterdam.
Der Neumarkt liegt zwischen der Geldersekade und dem Kloveniersburgwal, wenige Schritte vom Rotlichtviertel, genannt De Wallen, entfernt und gehört zum Amsterdamer Chinatown-Viertel. Er ist eines der ältesten Wohnviertel der Stadt. Das ganze Jahr über finden regelmäßig ein Antik- und Büchermarkt sowie Amsterdam Culinair und ein Allgemeiner Warenmarkt („Algemeene Warenmarkt“) statt. Der Markt entstand 1990, als der damalige Parkplatz als Warenmarkt eingerichtet wurde. Samstags ist ein Markt mit biologischen Lebensmitteln. Seit 1988 wird alljährlich das Aprilfeesten auf dem Nieuwmark veranstaltet.
Vom Amsterdamer Hauptbahnhof aus ist der Nieuwmarkt zu Fuß in einer knappen Viertelstunde zu erreichen. Im Mittelpunkt des Platzes steht das Gebäude der ehemaligen Waage, holländisch De Waag, worin sich heute ein Restaurant befindet. Die historischen Räumlichkeiten erstrahlen in einer besonderen Atmosphäre, da sie durch 300 Kerzen beleuchtet werden. 1971 wurde vom Gemeindevorstand die Projektgruppe Nieuwmarkt gegründet, die die Erneuerung des Nieuwmarktviertels als Wohngebiet anstrebt.
Demonstrationen auf dem Nieuwmarkt, bekannt unter den Namen Nieuwmarktrellen und Metrorellen, fanden im Frühjahr 1975 statt. Sie richteten sich gegen den Bau einer U-Bahn, der Metro Amsterdam sowie das Abbrechen vieler Wohnhäuser. In der heutigen U-Bahn-Station Nieuwmarkt erinnern Wandmalereien an diese Zeit. Die Amsterdamer Hausbesetzerbewegung, unter ihnen der frühere Provo Rob Stolk, hatten entschiedenen Anteil bei den Demonstrationen.
Eine Online-Zeitschrift unter dem Titel Opnieuw berichtet über das Wohn- und Geschäftsviertel.

## Sehenswürdigkeiten
- De Waag, ein ehemaliges Stadttor, seither verschiedene Nutzungen
- rund 100 Meter vom Nieuwmarkt liegt das Trippenhuis am Kloveniersburgwal Nr. 29. Mit 22 Metern ist es das breiteste Wohnhaus In Amsterdam.
- rund 200 Meter vom Nieuwmarkt liegen:
  - Der buddhistische Tempel Fo Guang Shan am Zeedijk Nr. 106–118.
  - Das Erotic Museum am Oudezijds Achterburgwal Nr. 54.
  - Die Armeens Apostolische Kerk am Krom Boomssloot Nr. 22.

## Galerie

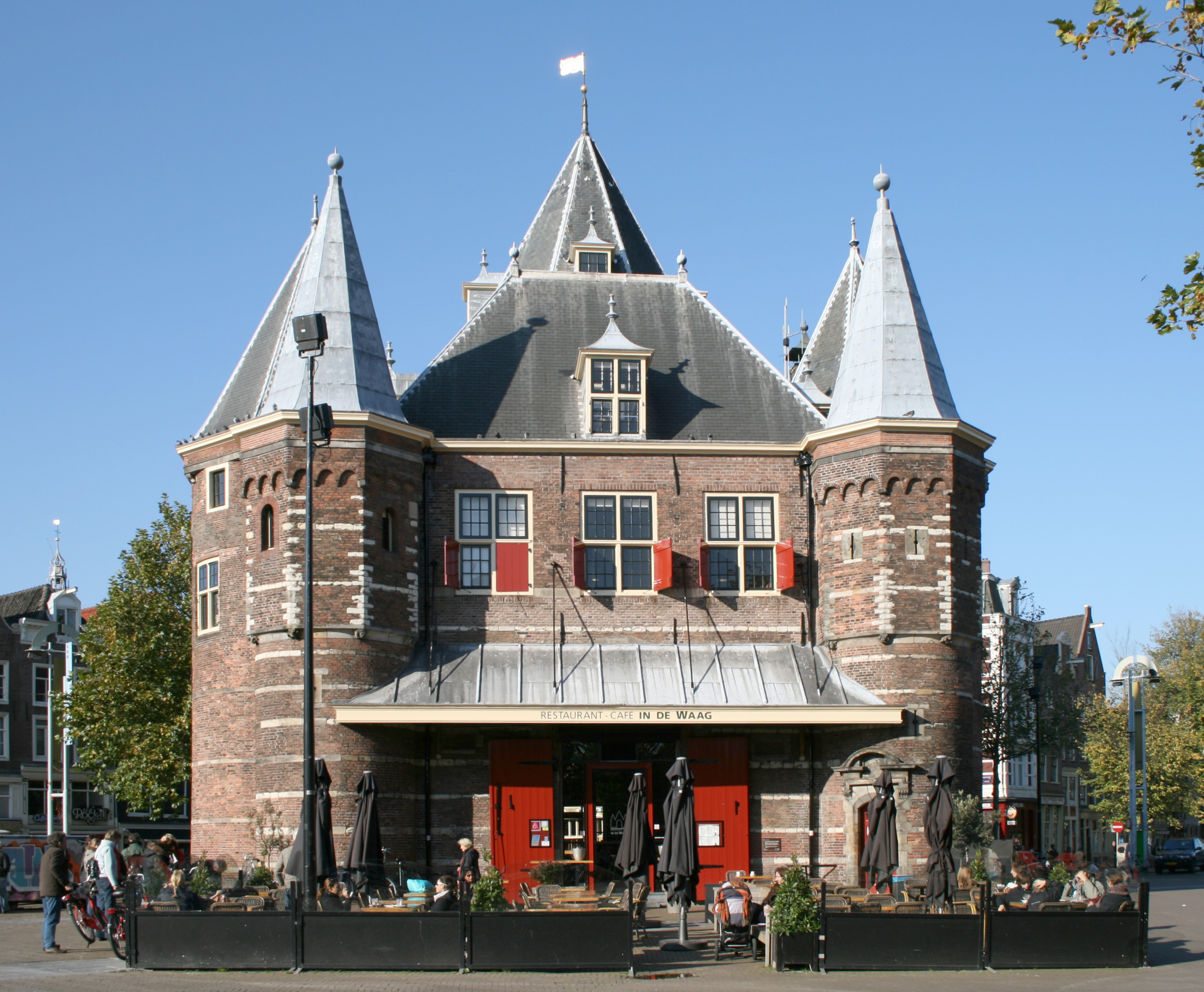
De Waag (Vorderansicht 2007), das frühere Stadttor Sint Antoniespoort
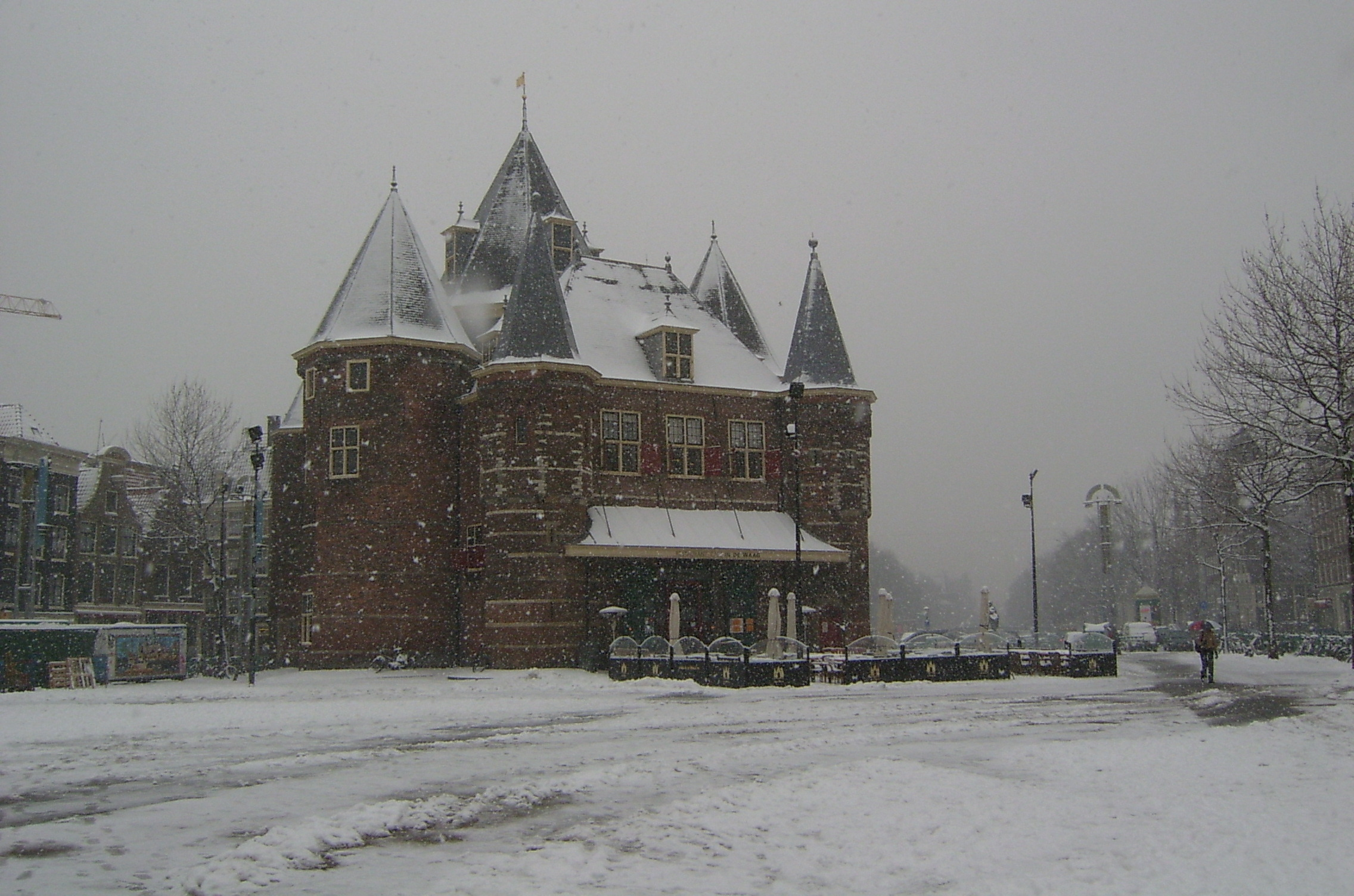
Der Nieuwmarkt im Schnee (2005).
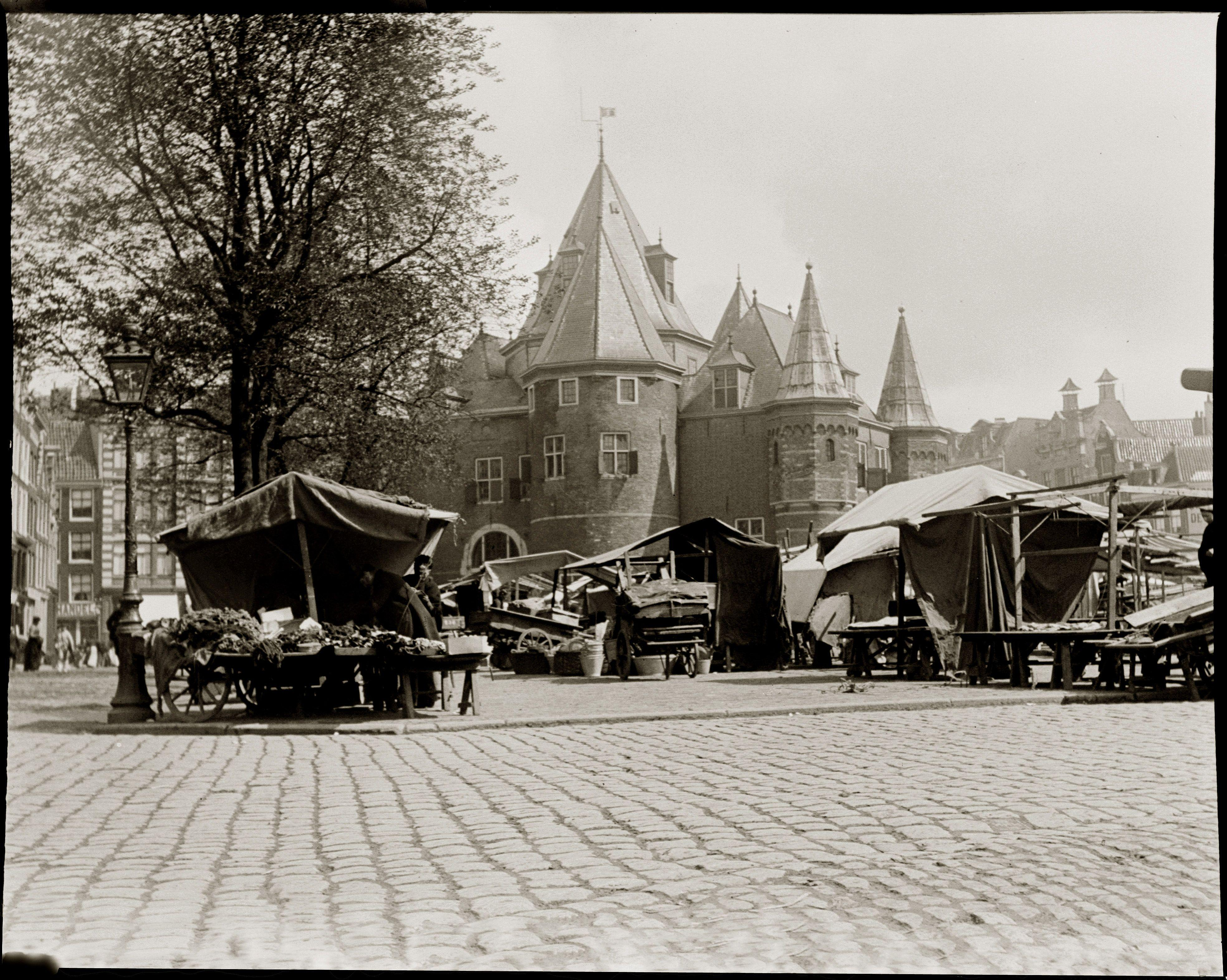
Marktstände auf dem Nieuwmarkt (Fotografie von Jacob Olie 1902).
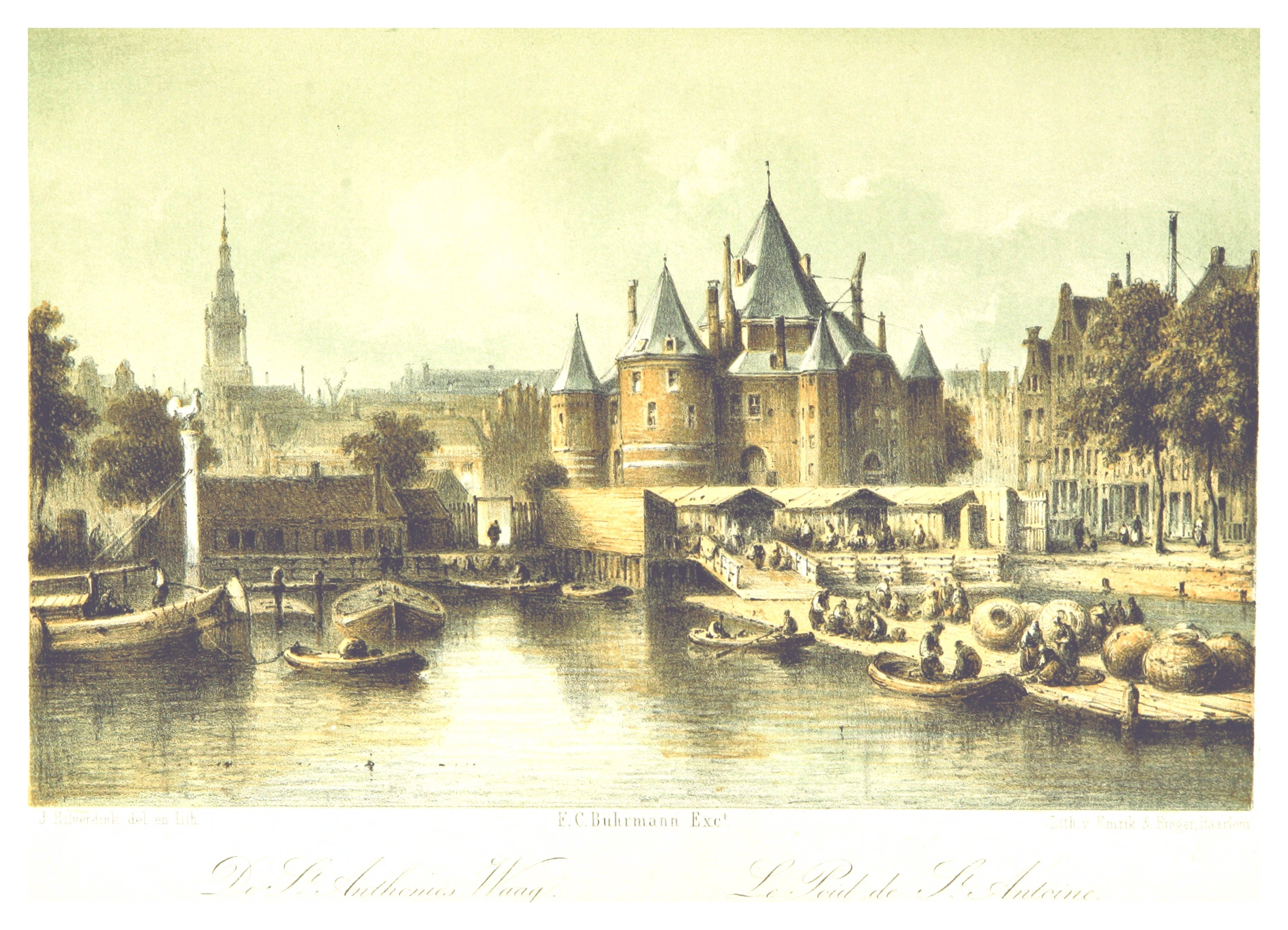
De Waag (ca. 1860, von Johannes Jacobus Antonius Hilverdink).
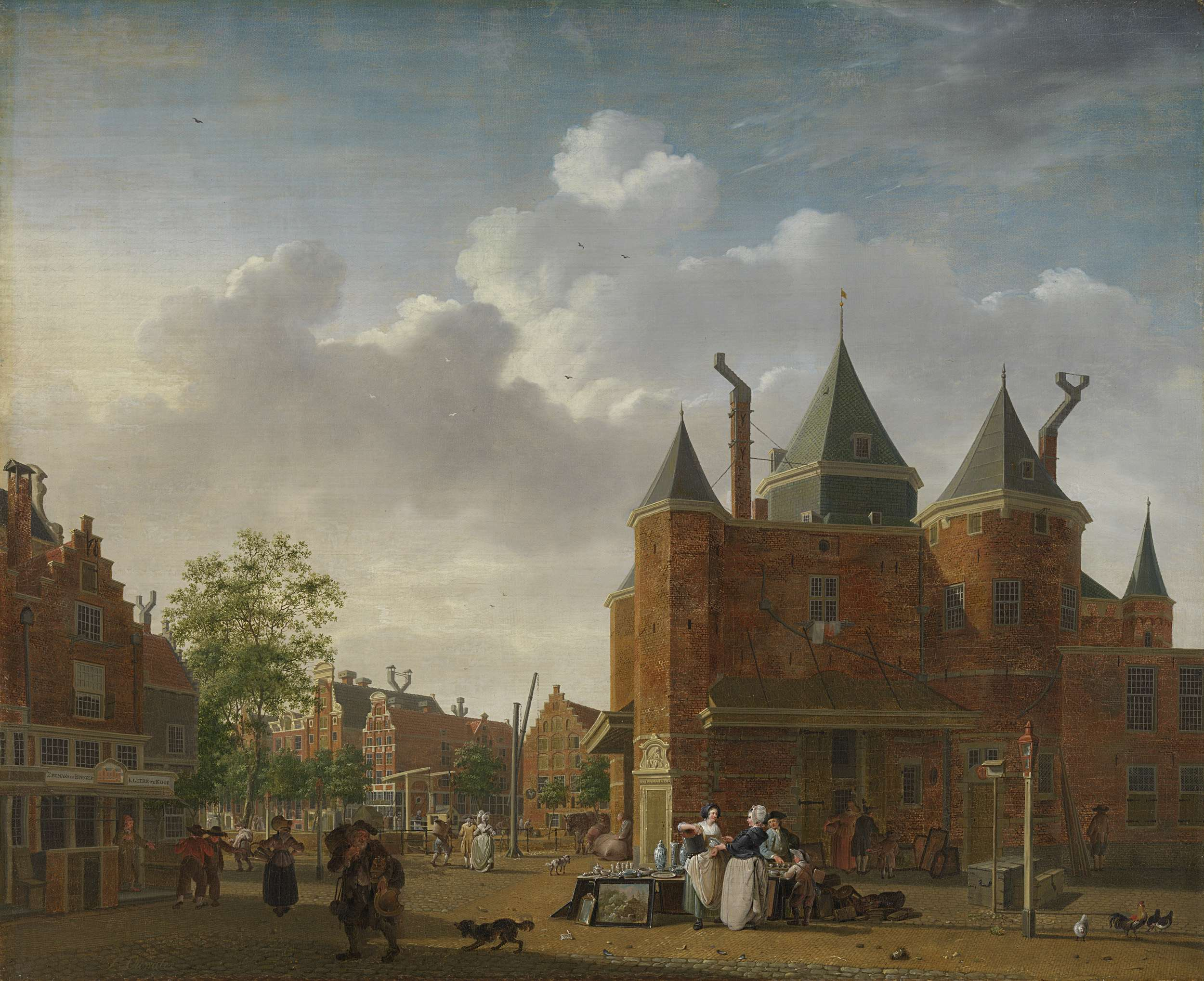
Nieuwmarkt mit Sint Antoniespoort (Ansicht aus dem frühen 17. Jahrhundert).
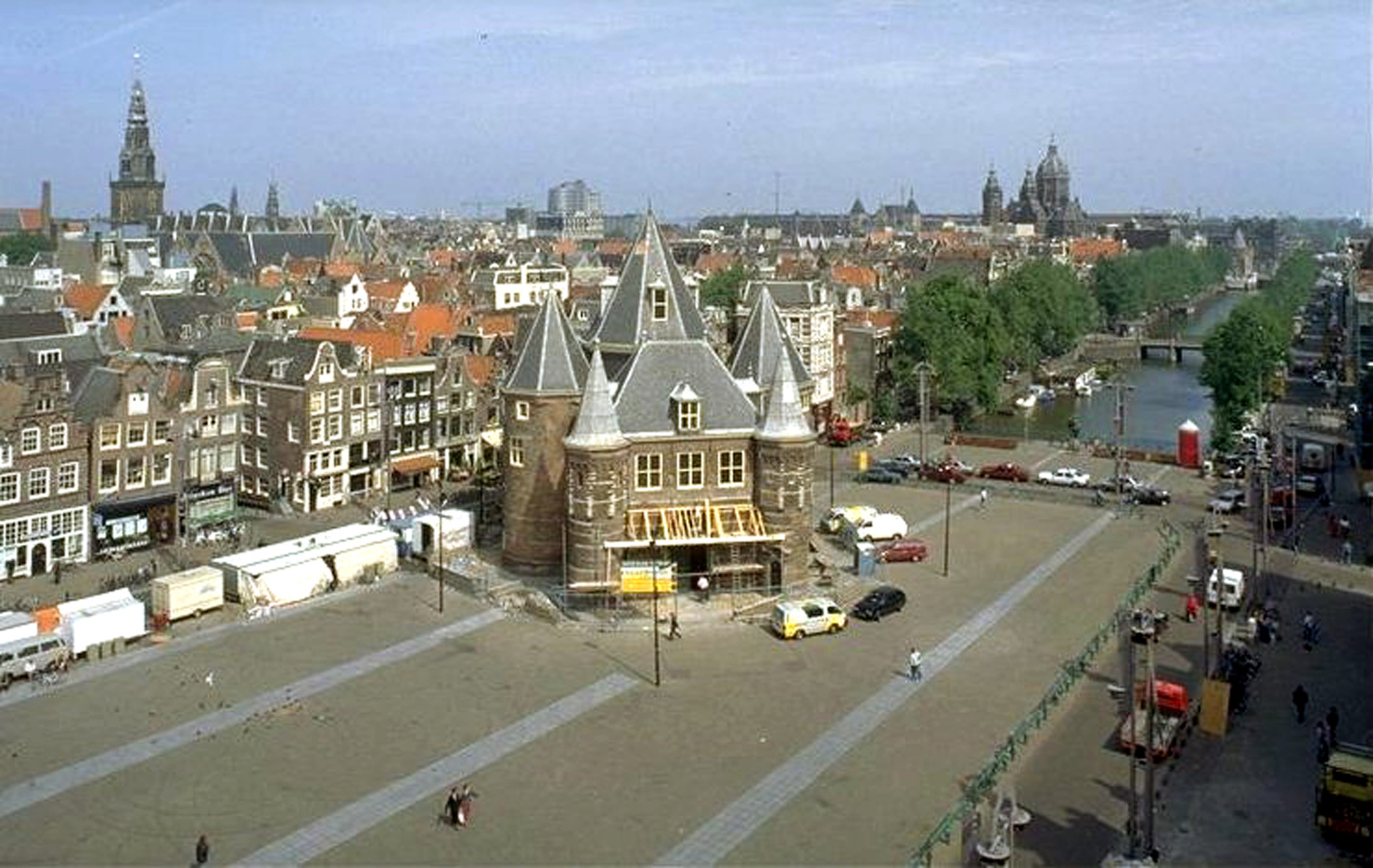
Nieuwmarkt und Geldersekade (2007, Blick nach Norden zur Oude Zijde).